# Weckengang 4

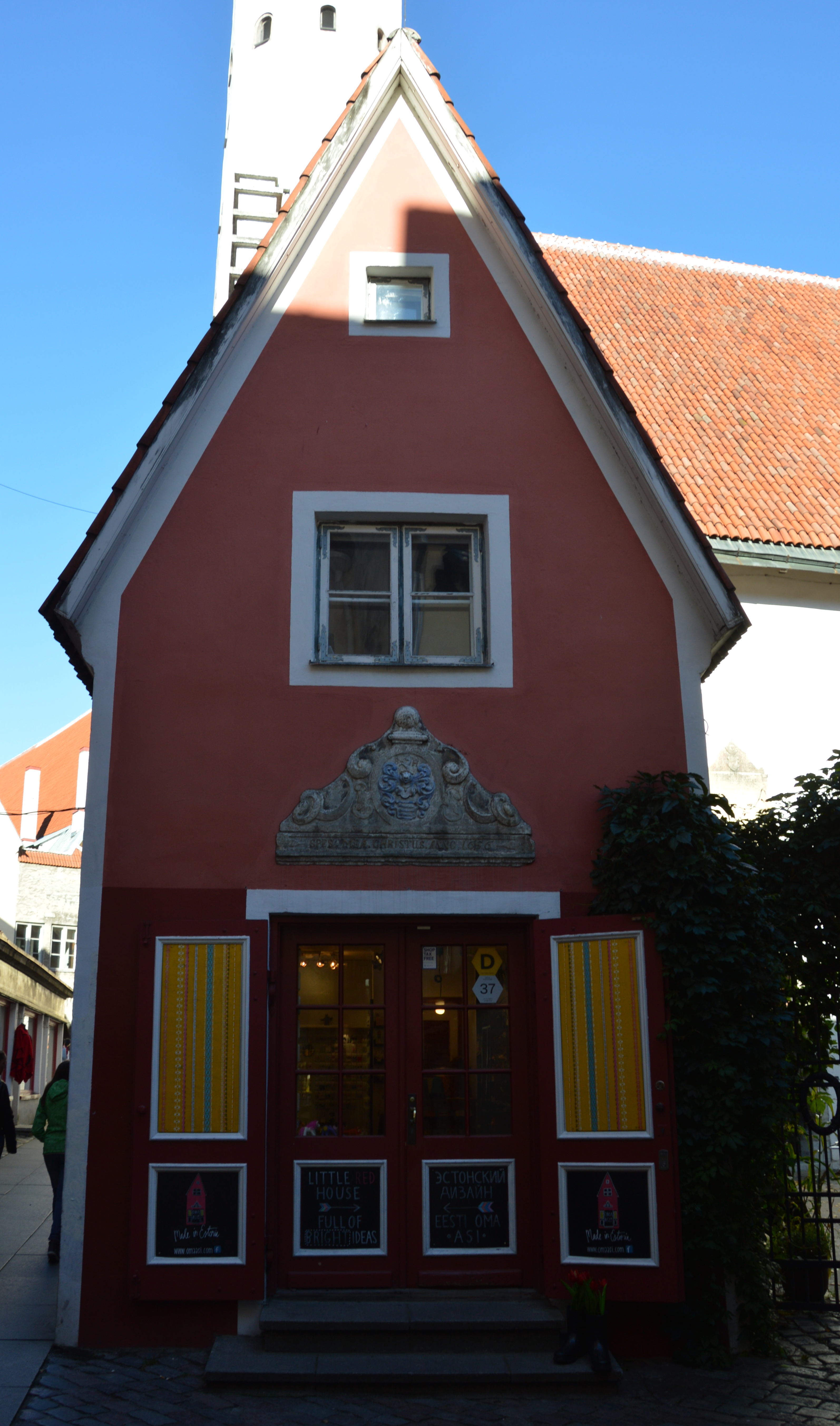
Weckengang 4

Das Haus Weckengang 4 (estnisch Saiakang 4) ist ein denkmalgeschütztes Gebäude in der estnischen Hauptstadt Tallinn (deutsch Reval).
Es befindet sich in der historischen Revaler Altstadt auf der Ostseite der Gasse Weckengang.
Das im estnischen Denkmalverzeichnis unter der Nummer 3077 eingetragene Gebäude stammt nach einer auf seiner südlichen Giebelseite befindlichen Inschrift wohl aus dem Jahr 1656. Möglicherweise geht es in seinem Kern jedoch auf noch ältere Zeiten zurück.
Bei dem schmalen Bau handelt es sich um das kleinste Bürgerhaus der Revaler Altstadt. Im Erdgeschoss des Gebäudes ist ein Geschäft für Souvenirs und estnische Produkte eingerichtet.